# Ptiliidae
Los ptílidos (Ptiliidae) son una familia de diminutos coleópteros polífagos con unas 600 especies descritas en unos 80 géneros. Su tamaño oscila entre 0,5 y 1,5 mm.
Se caracterizan por poseer las alas muy estrechas y rodeadas de pelos o flecos. Algunas especies son partenogenéticas. Se alimentan de esporas de hongos y por ello se localizan en la madera podrida, materia vegetal en descomposición, estiércol, hormigueros, nidos de pájaros, etc.
Se han encontrado fósiles en el Cretáceo y más recientes.